# Pueblo Nuevo (Venezuela)
Pour les articles homonymes, voir Pueblo Nuevo.
Pueblo Nuevo est une ville de l'État de Falcón au Venezuela, capitale de la paroisse civile de Pueblo Nuevo et chef-lieu de la municipalité de Falcón.